# Småskärs kapell
Småskärs kapell, beläget på Småskär, är Luleå skärgårds äldsta kapell, uppfört under perioden 1710-1730. Kapellet tillhör Luleå domkyrkoförsamling i Luleå stift, byggt i liggande timmer och utvändigt klätt i faluröd träpanel.

## Historik och interiör
Småskärs kapell uppfördes under perioden 1710-1730, i den vik som idag kallas Kyrkviken. Predikstolen från 1700-talet finns kvar och altartavlan från 1925, målad av konstnären Fridtiof Erichsson, är insatt i en skulpterad ram från 1700-talet.

## Verksamhet
I Småskärs kapell hålls skärgårdsgudstjänst vid ett par tillfällen varje sommar. Ibland hålls där även dop och vigslar.